# Оулуский университет
Оулуский университет (фин. Oulun yliopisto, швед. Uleåborgs universitet) — университет, расположенный в городе Оулу, один из крупнейших университетов Финляндии. Университет был основан в 1958 году. В университете обучается около 16000 студентов и работает 2800 сотрудников, более 200 из которых являются профессорами; обладает исключительно широкой академической базой.
В 2012 году университет находился на втором месте на национальном уровне в соответствии с академическим рейтингом мировых университетов. В 2013 году в рейтинге авторитетной британской компании QS Quacquarelli Symonds университет занимал 253 место среди лучших университетов мира.
Университет г. Оулу — международный научный центр, известный высоким качеством образования и исследований. Факультеты университета тесно сотрудничают с научно-исследовательскими подразделениями многих компаний. Данное сотрудничество является гарантом того, что знания, полученные в процессе обучения, соответствуют новейшим мировым тенденциям. В университете обучается более тысячи иностранных студентов. При биологическом отделении действует ботанический сад.
Оулу — один из самых динамично развивающихся городов Финляндии, шестой по величине. Он известен своими квалифицированными специалистами, высоким качеством услуг и разносторонней структурой промышленности и бизнеса. Оулу является центром высоких технологий, в котором сосредоточены многие международные компании.

## История
- 1919 — Оулу Колледж Ассоциация была основана для управления созданием университета в городе
- 1958 — Акт об основании Университета Оулу
- 1959 — Университет начинает своё функционирование. Факультет философии (программ в области биологии и математики), факультет технологии (архитектуры, гражданского и промышленного строительства) и Оулу Педагогическая Школа
- 1960 — Медицинский факультет
- 1965 — Обучение начинается в гуманитарном факультете
- 1965 — Отделы электротехники и машиностроения добавлены в технологический факультет
- 1972 — гуманитарный факультет и факультет естественных наук созданы при разделении факультета философии
- 1974 — факультет образования
- 1985 — профессура в области телекоммуникационных технологий создана на базе факультета технологии
- 1994 — биотехнологии, информационные технологии и проблемы Севера определены как приоритетные области
- 2000 — Основание факультета экономики и бизнес администрирования
- 2006 — Центр микро-и нанотехнологий
- 2007 — Оулу Школа горного дела
- 2008 — Мартти Ахтисаари Институт мировой экономики и бизнеса
- 2009 — Центр Интернет Мастерства (CIE)
- 2010 — новый Закон об университетах, новые приоритетные области
- 2011 — центр микроскопии и нанотехнологий основан путём объединения центра микро-и нанотехнологий и института электронной микроскопии
- 2011 — Высшая школа Университета Оулу (от 1.8.2011)

## Факультеты
- педагогический факультет
- факультет бизнеса и экономики
- медицинский факультет
- факультет естественных наук
- технологический факультет
- гуманитарный факультет

## Обучение
Университет города Оулу предлагает следующие программы для получения учебной степени магистра Архивная копия от 21 сентября 2016 на Wayback Machine, преподаваемые на английском языке:
- Архитектурный дизайн (Architectural Design)
- Астрономия и физика космоса (Astronomy and Space Physics)
- Биомедицинская инженерия (Biomedical Engineering)
- Инженерия окружающей среды (Environmental Engineering)
- Компьютерное зрение и обработка сигналов (Computer Vision and Signal Processing)
- Экология и популяционная генетика (Ecology and Population Genetics)
- Образование и глобализация (Education and Globalisation)
- Финансы (Finance)
- Финансовая и административная отчетность (Financial and Management Accounting)
- Здоровье и благополучие в Циркумполярном регионе (Health and Wellbeing in the Circumpolar Area)
- Международный бизнес менеджмент (International Business Management)
- Обучение, образование и технологии (Learning, Education and Technology)
- Магнитный резонанс в материалах (Magnetic Resonance in Materials)
- Белковые структуры и биотехнологии (Protein Science and Biotechnology)
- Разработка программного обеспечения, систем и сервисов в глобальной среде (Software, Systems and Services Development in Global Environment)
- Синхротронное излучение и физика ускорителей (Synchrotron Radiation Based Science and Accelerator Physics)
- Инженерия беспроводной связи (Wireless Communications Engineering)
- Экономическая геология (Economic Geology)

Услуги для студентов
- Индивидуальный образовательный план
- Персональный тьютор
- Студенческое жилье квартирного типа
- Новейшее оборудование и пособия для поступления
- Медицинские услуги
- Студенческие организации
- Спортивный клуб
- Кумми-семья программа

Докторантура
После получения степени магистра в университете города Оулу, выпускник имеет право продолжить обучения в докторантуре (PhD обучение). Каждый случай рассматривается в индивидуальном порядке с представителями факультета. Университет работает в 70 областях исследований. В то же время, четыре основных области исследований включают:
- Информационные технологии (компьютерное зрение, беспроводные сети, высокоскоростная электроника и фотоника, биомедицинская инженерия, информационные системы и программное обеспечение)
- Бионауки и здоровье (исследования внеклеточной матрицы, исследования сердечно-сосудистых заболеваний, структуры ферментов и метаболические исследования, гены и окружающая среда)
- Культурная идентичность и взаимодействие (Культурная идентичность и взаимодействие, язык, образование и взаимодействие)
- Окружающая среда, природные ресурсы и материалы (Вопросы охраны окружающей среды, природных ресурсов и экономии энергии, материаловедения, свойства и поведения материи, катализаторов и инновационных материалов; моделирование и вычислительные науки)

Карьера
Служба профессиональной деятельности университета предлагает студентам услуги по индивидуальному планированию карьеры, оказывает помощь в составлении резюме и разработке стратегии поиска работы. Научно-исследовательские институты, такие, как CWC, Infotech, Biocenter Oulu и Thule предлагают возможности для академической карьеры. Сотрудничество между университетом, городом, научно-исследовательскими институтами и бизнес-сферой является обширным и продуктивным.
Численность студентов в 2012 году составляла 15 880 человек, а преподавательская корпорация — 3 тысячи человек.